# Trichotosia mollis
Trichotosia mollis är en orkidéart som först beskrevs av Rudolf Schlechter, och fick sitt nu gällande namn av Friedrich Fritz Wilhelm Ludwig Kraenzlin. Trichotosia mollis ingår i släktet Trichotosia och familjen orkidéer. Inga underarter finns listade i Catalogue of Life.